# Viadotto Torrente Sori
Il viadotto Torrente Sori è un viadotto autostradale italiano, sito lungo l'autostrada A12 (strada europea E80) nel territorio comunale di Sori.
Esso valica a grande altezza la valle del torrente Sori.

## Storia
Il viadotto, commissionato dalla Società Autostrade, fu progettato dagli ingegneri Silvano Zorzi e Sergio Tolaccia e costruito dall'impresa Mondelli. Il tronco autostradale venne aperto al traffico il 18 dicembre 1966.

## Caratteristiche
Si tratta, insieme ai viadotti Veilino, Bisagno e Nervi, di uno dei quattro viadotti del tronco autostradale Genova-Rapallo costruiti con il sistema Dywidag mediante centinatura a sbalzo autoportante, utile nel caso di ponti di notevole altezza o con il fondovalle occupato da costruzioni. Tale sistema venne usato qui per la prima volta in Italia.
Il viadotto, di 393 m di lunghezza, supera la valle del torrente Sori raggiungendo un'altezza di 105 m.
Costruito in calcestruzzo armato, conta 6 campate di luce variabile (le due maggiori di 100 m, affiancate da due di 65 m e lato Genova da tre campate di accesso da 35 m).
Le tre pile maggiori sono larghe 6 m e profonde 14,55 m. Ognuna di esse ha due sbalzi di 35 m, uno per lato, gettati con il sistema autoportante Dywidag; due sbalzi adiacenti sono collegati da una trave prefabbricata lunga 30 m. Prefabbricate sono anche le travi delle campate di accesso. L'impalcato, unico per entrambe le carreggiate, è largo 19,10 m.
Per dimensioni e per procedimento costruttivo, il viadotto Sori è identico al viadotto Nervi; quest'ultimo si differenzia però per la lunghezza totale, avendo solo 2 campate di accesso anziché 3.